# Saint-Sauveur (Isère)
 Saint-Sauveur  es una población y comuna francesa, en la región de Ródano-Alpes, departamento de Isère, en el distrito de Grenoble y cantón de Saint-Marcellin.

## Demografía
| 1083 | 1259 | 1426 | 1415 | 1481 | 1676 |
| Para los censos de 1962 a 1999 la población legal corresponde a la población sin duplicidades (Fuente: INSEE [Consultar]) |      |      |      |      |      |